# Landesärztekammer Hessen
Als Körperschaft des öffentlichen Rechts vertritt die Landesärztekammer Hessen (LÄKH) die beruflichen Belange ihrer Mitglieder auf allen Gebieten ärztlicher Berufsausübung. Sie überwacht die Einhaltung der Berufspflichten der hessischen Ärzteschaft und bietet als Dienstleister Beratung, Information und Hilfe. Die Aufgaben werden unter anderem durch § 5 Abs. 1 des Hessischen Heilberufsgesetz definiert. Rechtsaufsichtsbehörde ist das Hessische Ministerium für Soziales und Integration.

## Organisation

### Verwaltung und Aufbau
Die LÄKH hat ihren Sitz in Frankfurt am Main. Sie ist neben den Standorten ihrer Bezirksärztekammern auch in Bad Nauheim präsent, da sich dort die Carl-Oelemann-Schule und die Akademie für Ärztliche Fort- und Weiterbildung der LÄKH befinden.

#### Geschäftsbereiche
Das Präsidium der LÄKH führt die laufenden Geschäfte, sie bedient sich hierbei der Geschäftsführer.
Die LÄKH ist in drei Geschäftsbereiche untergliedert:
- Ärztlicher Geschäftsbereich
- Kaufmännischer Geschäftsbereich
- Justitiariat

#### Bezirksärztekammern
Die LÄKH hat gemäß § 13 ihrer Hauptsatzung sechs Bezirksärztekammern:
- Darmstadt
- Frankfurt
- Gießen
- Kassel
- Marburg
- Wiesbaden

Der Bezirksärztekammer gehören die in ihrem Bereich tätigen Kammermitglieder und die jeweiligen freiwilligen Mitglieder an. Die Bezirksärztekammern führen Verzeichnisse über die in ihren Bereichen tätigen Berufsangehörigen. Die Bezirksärztekammern werden im Rahmen der Aufgaben der Landesärztekammer Hessen nach deren Anweisung tätig.

### Mitgliedschaft
Nach dem Hessischen Heilberufsgesetz, der Hauptsatzung der LÄKH und der Meldeordnung der LÄKH wird zwischen einer Pflichtmitgliedschaft und einer freiwilligen Mitgliedschaft unterschieden. Jedes Mitglied unterliegt der Berufsordnung der Ärzte in Hessen.

#### Pflichtmitgliedschaft
Jede Ärztin / jeder Arzt ist bei Ausübung einer ärztlichen Tätigkeit in Hessen gemäß o. g. Rechtsvorschriften Pflichtmitglied der Landesärztekammer Hessen. Die Pflichtmitgliedschaft besteht nach Aufnahme der ärztlichen Tätigkeit, die Fristen zur Anmeldung sind gesetzlich geregelt. Die Mitgliedschaft wird bei der zuständigen Bezirksärztekammer beantragt. Welche Bezirksärztekammer zuständig ist, ergibt sich aus dem Dienstort der Haupttätigkeit (vgl. auch die Informationen zur Mitgliedschaft der LÄKH).

#### Freiwillige Mitgliedschaft
Sollte eine Ärztin / ein Arzt keiner ärztlichen Tätigkeit nachgehen und dabei ihren / seinen Hauptwohnsitz in Hessen haben, so kann sie / er freiwilliges Mitglied werden. Wichtig in diesem Zusammenhang ist, dass dies nicht in jedem Bundesland so geregelt ist. In einigen Bundesländern besteht Pflichtmitgliedschaft für Ärzte, unabhängig von einer tatsächlichen ärztlichen Tätigkeit. Eine freiwillige Mitgliedschaft wird in Hessen ebenfalls über die zugehörige Bezirksärztekammer beantragt. Weitere Informationen zum Thema freiwillige Mitgliedschaft können bei den Bezirksärztekammern erfragt werden.

### Beiträge
Gemäß § 1 Abs. 1 der Beitragsordnung der Landesärztekammer Hessen gilt:

„Die Landesärztekammer Hessen erhebt zur Deckung der Kosten, die ihr durch Erfüllung ihrer Aufgaben entstehen, von ihren Kammerangehörigen Beiträge. Die Kammerbeiträge sind öffentlich-rechtliche Abgaben. Beitragsjahr ist das Kalenderjahr. Der Beitrag ist ein Jahresbeitrag.“

Die Beitragshöhe richtet sich nach den Jahreseinkünften aus ärztlicher Tätigkeit des vorletzten Jahres und kann der Anlage der Beitragsordnung entnommen werden.

## Hessisches Ärzteblatt
Das Hessische Ärzteblatt ist das amtliche Mitteilungsorgan der Landesärztekammer Hessen. Wurde beispielsweise die Weiterbildungsordnung für Ärzte in Hessen geändert, so werden diese Änderungen im Mitteilungsorgan veröffentlicht. Das Hessische Ärzteblatt kann auch online eingesehen werden.